# Kristine Lunde-Borgersen
Kristine Lunde-Borgersen; z d. Lunde (ur. 30 marca 1980 w Kristiansand) – norweska piłkarka ręczna, reprezentantka kraju. Gra na pozycji środkowej rozgrywającej. Obecnie występuje w norweskim Vipers Kristiansand. 
Podczas Igrzysk Olimpijskich 2008 w Pekinie zdobyła mistrzostwo olimpijskie.

## Życie prywatne
W 2009 r. wyszła za Ole Lunde-Borgersena, mają syna Matheo.Kikki jest siostrą Katrine Lunde Haraldsen – bramkarki reprezentacji Norwegii.

## Sukcesy

### Reprezentacyjne

#### Mistrzostwa Świata
- (2011)
- (2001)
- (2009)

#### Mistrzostwa Europy
- (2004, 2006, 2008)
- (2012

#### Igrzyska Olimpijskie
- (2008)
- (2012)

### Klubowe

#### Mistrzostwo Norwegii
- (2003)

#### Liga Mistrzyń
- (2009, 2010[3])

### Mistrzostwo Danii
- (2008, 2009, 2010)
- (2005)
- (2006, 2007)

## Nagrody indywidualne
- 2008: MVP Mistrzostw Europy w Macedonii.
- 2008: Najlepsza środkowa rozgrywająca Mistrzostw Europy w Macedonii.